# Svansbæk
Svansbæk eller Sortebæk (på tysk Schwonsbek eller Schwarzbek) er et vandløb i den østlige del af halvøen Svansø i Sydslesvig i den nordtyske delstat Slesvig-Holsten.
Åen har sit udspring ved Borshoved, den sydøstlige del af Gereby Skov, krydser forbundesvejen B 203 (Svansgade) og løber i en bue nord om landsbyen Skovby, inden den munder via Svans Sø i Østersøen. Den har tilløb af to oversvømmelsesgrøfter (Østermark og Krammersmark grøfter). Bæknavnet henføres fuglebetegnelsen svane, glda. swana.
I administrativ henseende ligger Svansbækken / Sortebækken i Dørphof/Thorpe kommune, i den danske periode i Karby Sogn i Risby Herred (Slesvig/Sønderjylland).